# ロイ・バッド
ロイ・バッド（Roy Budd、1947年3月14日 - 1993年8月7日)は、イギリスの作曲家、ジャズ・ピアニスト。特に1970年代の映画音楽の作曲で知られる。

## 経歴

### 初期の活動
幼少時は神童と呼ばれ、6歳でロンドン・コロシアム・シアターでデビュー。12歳でロンドン・パラディウムのオルガン奏者としてテレビ出演するなど、鍵盤楽器に天才的な演奏能力を発揮した。プロになるため16歳で学校をやめ、自らのジャズ・トリオ「ロイ・バッド・トリオ」を結成。アルバム『ロイ・バッド』(1965年)をリリース。『メロディ・メイカー』誌でジャズ部門の新人賞を獲得。以降、英ジャズ・ピアニストの人気投票上位を獲得し続け、ロンドンの有名ジャズ・クラブ「ブルズ・ヘッド」の専属ピアニストとしても演奏した。この時期の代表作『Pick Yourself Up!!! This is Roy Budd』(1967年)においては、ジャズ・トリオの演奏のみならず、オーケストラを使った演奏もみせている。

### 映画音楽
1967年から、TVドラマの音楽も担当するようになり、1970年、イギリスの作曲家を探していたラルフ・ネルソン監督によって映画『ソルジャー・ブルー』の音楽担当として起用される。バッドの書いたスコアはロイヤル・フィルハーモニー管弦楽団によって演奏された。続くマイク・ホッジス監督、マイケル・ケイン主演のイギリス映画『狙撃者』(1971年)での、シンプルなジャズ・トリオによるクールな演奏は高い評価を得るところとなり、この2作によりバッドは映画音楽家として認められ、本格的に映画音楽家として活動するようになる。
こうしてバッドは1970年代を通して、多忙な映画音楽家のひとりとなる。その後、『爆走!』(1971年)、『殺しのカルテ』(1971年)、『シンジケート』(1973年)、『ワイルド・ギース』(1978年)など、犯罪・アクション映画を中心に映画音楽を担当した。バッドは1970年代に25本、生涯で32本の映画音楽を手がけた。また、この間、映画音楽以外にも『ザ・サンドバッガーズ』(1978年 - 1980年)など、TVドラマ用のスコアも手がけている。

### 1980年代以降
『狙撃者』のタイトル音楽は映画音楽の名作のひとつとなったが、10年におよぶバッドの映画音楽での仕事は、華やかな評価には恵まれなかった。映画音楽家としての活動はしだいに少なくなり、1970年代にも引き続き活動していた「ロイ・バッド・トリオ」など、再びジャズ界に主な活動を戻していった。しかし、並行して「スタートレック組曲」、「スターウォーズ・トリロジー」などの有名映画の再演や、スタンダード・ポップスのオーケストレーションなど、幅広いジャンルのレコーディングも行った。
1993年、サイレント映画『オペラ座の怪人』(1925年)のための交響曲のスコアの創作途中に、脳梗塞により死去した。

## 音楽スタイル
天才肌のミュージシャンで、ジャズ畑出身でありながら、ファンクと壮大なオーケストレーションの融合や、インドや南米のリズムを取り入れるなど、ユニークな音楽的アプローチを得意とした。映画音楽においては、曲中に音楽的ルーツであるジャズ的なテイストを盛り込んだ。バッドは同じくジャズ・ピアニスト出身のジョン・ウィリアムズやラロ・シフリンを好み、彼らもこういった手法を使っている。オーケストラ演奏の中にポップス、ロック的アレンジを加えるスタイルも多く、これは同様にバッドが好んだジェリー・ゴールドスミスやクインシー・ジョーンズからの影響によるものである。

## 主なフィルモグラフィ
| 年   | 邦題                               | 原題                            | 監督                       | 主演                            |
| ---- | ---------------------------------- | ------------------------------- | -------------------------- | ------------------------------- |
| 1970 | ソルジャー・ブルー                 | Soldier Blue                    | ラルフ・ネルソン           | キャンディス・バーゲン          |
| 1971 | 狙撃者                             | Get Carter                      | マイク・ホッジス           | マイケル・ケイン                |
| 1971 | 小さな冒険者                       | Flight of the Doves             | ラルフ・ネルソン           | ジャック・ワイルド              |
| 1971 | ツェッペリン                       | Zeppelin                        | エティエンヌ・ペリエ       | マイケル・ヨーク                |
| 1971 | マーベリックの黄金                 | Catlow                          | サム・ワナメーカー         | ユル・ブリンナー                |
| 1972 | 爆走!                              | Fear Is the Key                 | マイケル・タクナー         | バリー・ニューマン              |
| 1972 | 殺しのカルテ                       | The Carey Treatment             | ブレイク・エドワーズ       | ジェームズ・コバーン            |
| 1973 | シンジケート                       | The Stone Killer                | マイケル・ウィナー         | チャールズ・ブロンソン          |
| 1974 | マルセイユ特急                     | The Marseille Contract          | ロバート・パリッシュ       | アンソニー・クイン              |
| 1975 | 太陽にかける橋/ ペーパー・タイガー | Paper Tiger                     | ケン・アナキン             | デヴィッド・ニーヴン、 三船敏郎 |
| 1977 | シンドバッド虎の目大冒険           | Sinbad and the Eye of the Tiger | サム・ワナメイカー         | パトリック・ウェイン            |
| 1978 | ワイルド・ギース                   | Wild Geese                      | アンドリュー・マクラグレン | リチャード・バートン            |
| 1980 | シーウルフ                         | The Sea Wolves                  | アンドリュー・マクラグレン | グレゴリー・ペック              |
| 1982 | ファイナル・オプション             | Who Dares Wins                  | イアン・シャープ           | ルイス・コリンズ                |
| 1985 | ワイルド・ギースII                 | Wild Geese II                   | ピーター・R・ハント        | スコット・グレン                |

## 参考リンク
- Roy Budd Discography (complete)